# Roch Boivin
Pour les articles homonymes, voir Boivin.
Roch Boivin (14 octobre 1912 à Chicoutimi-Nord - 17 janvier 1979 à Chicoutimi) est un homme politique québécois. Il a été le premier à représenter la circonscription de Dubuc dans la région du Saguenay–Lac-Saint-Jean en tant que député unioniste. Élu au cours de l'élection provinciale de 1966 il est vaincu à l'élection générale de 1973.
Le fonds d'archives de Roch Boivin est conservé au centre d'archives du Saguenay de Bibliothèque et Archives nationales du Québec.